# Joaquín Magistris
Joaquín Magistris (f. 1882) fue un litógrafo y dibujante español del siglo XIX.

## Biografía

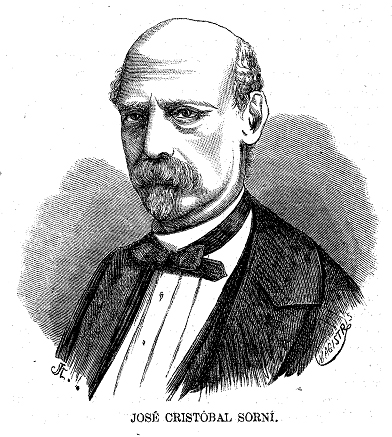
Retrato de José Cristóbal Sorní por Magistris

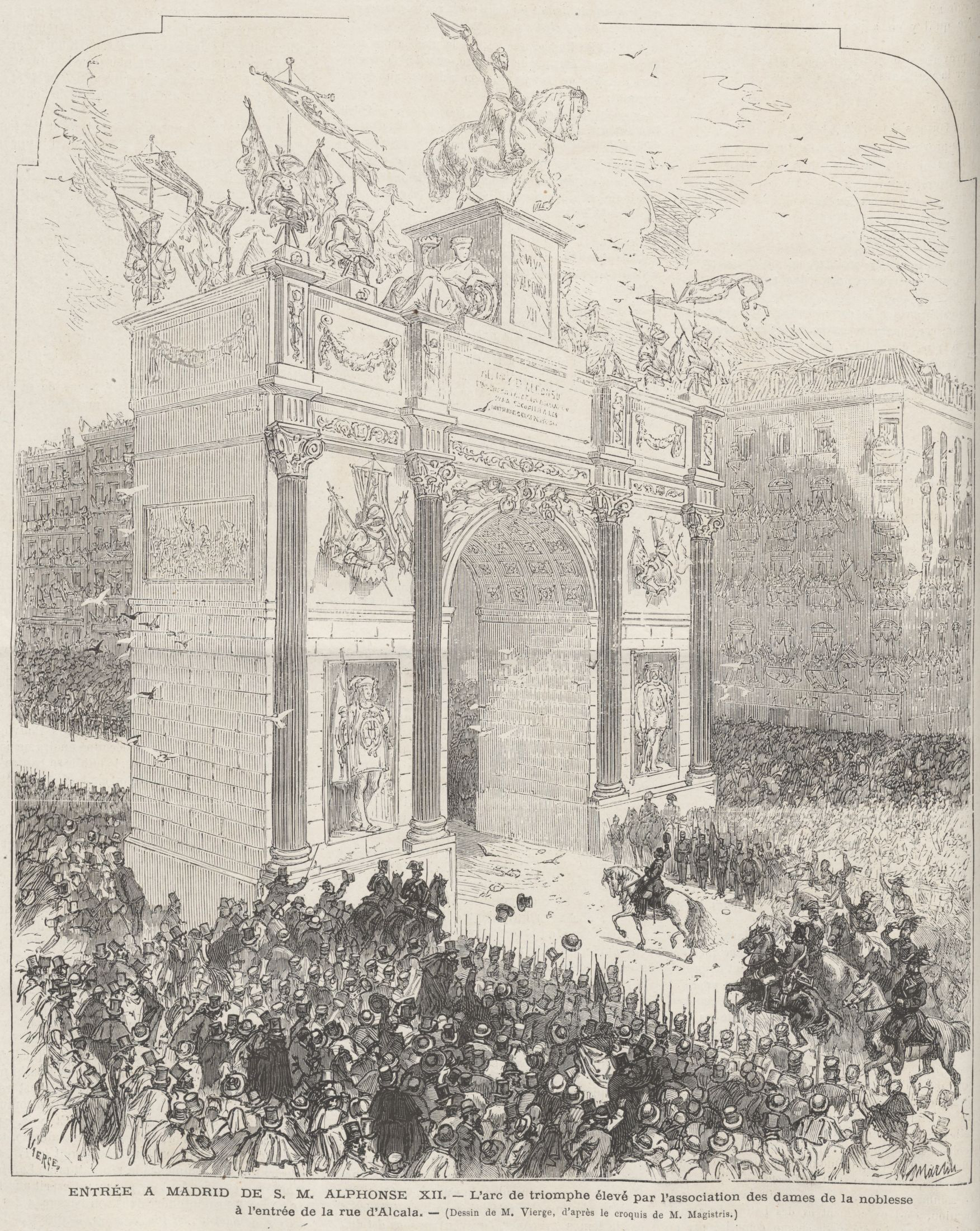
«Entrée a Madrid de Alphonse XII, l'arc de triomphe élevé par l'association des dames de la noblesse à l'entrée de la rue d'Alcala» (dibujo de Vierge a partir de croquis de Magistris).

Dibujante y litógrafo, fue autor entre otros trabajos de un retrato de gran tamaño de Isabel II de Borbón, de las litografías que acompañan al reputado periódico de modas titulado La Guirnalda, de una Cartilla de dibujo aplicada a las labores, retratos del duque de la Victoria y del general Serrano, y láminas de una edición del Don Quijote de la Mancha publicada en 1878. Magistris falleció en Madrid en 4 de abril de 1882.